# Алыбейли Вторые
Алыбейли́ Вторые (азерб. İkinci Alıbəyli) — поселок в Агдамском районе Азербайджана.

## История
Основан постановлением Милли Меджлиса Азербайджана от 6 октября 2007 года "О изменениях в административном делении Агдамского района". С этого же дня входит в Алыбейлинский муниципалитет.

## География
Неподалёку от поселка протекает река Каркарчай.
Село находится в 27 км от райцентра Агдам, в 14 км от временного райцентра Кузанлы и в 344 км от Баку. Ближайшая ж/д станция — Тазакенд.
Высота села над уровнем моря — 120 м.

## Население
| Численность населения |
| 2016                  |
| --------------------- |
| 0                     |

Посёлок основан для беженцев. Постоянного населения не имеет.

## Климат
В селе холодный семиаридный климат.